# جيم بريدغر
جيم بريدغر (بالإنجليزية: Jim Bridger)‏ هو مستكشف أمريكي، ولد في 17 مارس 1804 في ريتشموند في الولايات المتحدة، وتوفي في 17 يوليو 1881 في كانساس سيتي في الولايات المتحدة.

## وصلات خارجية
- جيم بريدغر على موقع الموسوعة البريطانية (الإنجليزية)